# هیونگ-کی جو
هیونگ-کی جو (انگلیسی: Hyung-ki Joo؛ زادهٔ ۱ ژانویهٔ ۱۹۷۳) نوازنده پیانو، آهنگساز و کمدین اهل بریتانیا است.